# Schloss Zbraslav

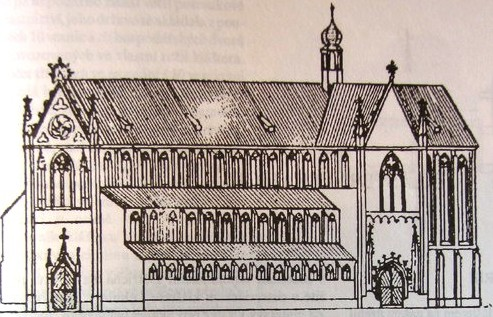
Nachzeichnung der in der Kirche von Horní Mokropsy aufgefundenen Zeichnung des Klosters

Schloss Zbraslav (deutsch Schloss Königsaal) ist ein ehemaliges Zisterzienserkloster in Zbraslav, einem Stadtteil von Prag, Tschechien. Es liegt an der Einmündung des Lipanský potok in die Moldau.

## Geschichte
Schloss Zbraslav war ursprünglich ein Kloster der Zisterzienser, das 1292 durch den böhmischen König Wenzel II. unter Mitwirkung des Prager Bischofs Tobias von Bechin auf dem Areal eines Jagdhofes an der Mündung der Miesa in die Moldau gegründet und mit Mönchen aus dem Kloster Waldsassen und dessen Tochterkloster Sedlec besiedelt worden war.
Die 1297 errichtete und der hl. Mutter Gottes geweihte Basilika des Klosters wurde zur Grablege böhmischer Herrscher und ihrer Angehörigen. Dort wurden aus der Herrscherfamilie der Přemysliden König Wenzel II. († 1305), und Königin Elisabeth von Böhmen († 1330), Tochter Wenzels II., beigesetzt, ferner Margarete von Luxemburg († 1341), Tochter Elisabeths von Böhmen und König Johann aus dem Geschlecht der Luxemburger sowie Johanna von Bayern († 1386), erste Ehefrau König Wenzels IV. Der Leichnam König Wenzels III. († 1306) wurde 1326 aus dem Olmützer Wenzelsdom nach Königsaal überführt. Königin Elisabeth von Böhmen ließ innerhalb der Stiftsmauern sieben Kapellen errichten, von denen jedoch keine erhalten blieb.
Bekannt wurde das Kloster auch durch die Königsaaler Chronik (Chronicon Aulae regiae), die die Geschichte des Klosters, Böhmens und des Heiligen Römischen Reiches ab dem Jahre 1253 erfasst; sie wurde von Abt Otto von Thüringen begonnen und 1338 von Abt Peter von Zittau, der dieses Amt zwischen 1316 und 1338 innehatte, vollendet. Im Jahre 1400 hob Papst Bonifatius IX. die Pfarrkirche St. Gallus auf dem Galli-Berg (Havlín) auf und ordnete sie dem Kloster unter.
Am 14. August 1420 plünderten die Taboriten unter Václav Koranda das Kloster und brannten es nieder. Die Särge in der königlichen Gruft wurden aufgebrochen und ausgeraubt, die Gebeine der letzten Přemysliden in der Kirche verstreut. Nach dem Ende der Hussitenkriege erfolgte der Wiederaufbau des Klosters. Dabei wurden wahrscheinlich die Reste der Skelette der Přemysliden zusammengesammelt. Im Jahre 1611 plünderten die Nassauer das Kloster. Während des Dreißigjährigen Krieges erfolgte eine erneute Plünderung durch die kaiserlich-ungarischen Hilfstruppen. 1639 wurde das Stift durch die Schweden unter General Banér verwüstet. Im Jahr darauf begann der Bau der neuen Stiftskirche des hl. Jakobus. Im Chor des Presbyteriums vor dem Hochaltar ließen die Zisterzienser eine neue Gruft für die Äbte anlegen, sie wurde 1743 vollendet.
Die erste schriftliche Erwähnung der Sammlung von Knochen der Přemysliden stammt aus dem 17. Jahrhundert. Im 18. Jahrhundert wurden die Gebeine in der Sakristei der Stiftskirche in einem mit Samt und Goldtressen ausgebetteten und mit Glasscheiben versehenen Kasten präsentiert. Im oberen Fach befanden sich neben einigen Knochen auch drei menschliche Schädel, von denen der größte Wenzel II. und der kleinste Wenzel III. zugeschrieben wurde. Darunter lagen im zweiten Fach Gebeine und Schädel von Kindern. Maximilian Millauer bezweifelte die Echtheit sämtlicher Gebeine. Untersuchungen durch den Paläoanthropologen Emanuel Vlček konnten jedoch bestätigen, dass die König Wenzel II. zugeschriebenen Knochen echt waren und dass weitere Knochen von einer seiner Töchter, wahrscheinlich Elisabeth von Böhmen, stammten. Die Gebeine der Přemysliden wurden am 23. Juni 1991 feierlich in die Kirche des hl. Jakobus in Zbraslav überführt und dort im Boden des Presbyteriums beigesetzt.
Die Anlage des mittelalterlichen Klosters ist aus einer im Jahr 1850 im Turmknauf der Kirche von Horní Mokropsy gefundenen Zeichnung bekannt. Archäologische Ausgrabungen 1924–1926 und 1977–1978 haben deren Richtigkeit bestätigt.
Anfang des 18. Jahrhunderts wurden die barocken Konventsgebäude nach Plänen des Architekten Johann Blasius Santini-Aichl erneuert und 1732 von Franz Maximilian Kaňka fertiggestellt. Im Rahmen der Josephinischen Reformen wurde das Kloster jedoch schon 1785 aufgehoben, damals lebten dort 39 Mönche.
Im Jahre 1787 wurde das Konventsgebäude zu einer Zuckerraffinerie umgebaut. Die Prälatur erhielt eine neue Nutzung als obrigkeitliches Schloss mit Kanzlei und Wohnung des Oberamtmanns. Die Stiftskirche des hl. Jakobus d. Ä. wurde zur Pfarrkirche.
Im Jahre 1825 erwarb Friedrich Kraft Heinrich Fürst zu Oettingen-Oettingen und Oettingen-Wallerstein zusammen mit der Herrschaft auch die Klosteranlagen. 1861 übernahm sein Sohn Karl Friedrich zu Oettingen-Oettingen und Oettingen-Wallerstein mit dem Erreichen der Volljährigkeit die väterlichen Güter. Nachfolgender Besitzer war ab 1910 der Textilindustrielle Cyril Bartoň-Dobenín. Er veranlasste 1911–1925 nach Plänen von Dušan Jurkovič den Umbau der ehemaligen Klostergebäude zu einer dreiteiligen Schlossanlage. Sie ist von einem Park mit zahlreichen Statuen umgeben. 1948 wurde die Familie Bartoň-Dobenín enteignet. Nach der politischen Wende wurde die Schlossanlage in den 1990er Jahren an die Erben der ehemaligen Besitzer zurückgegeben.
Ab 1940 wurde in einem Gebäudeteil eine Sammlung tschechischer Bildhauerkunst des 19. und des 20. Jahrhunderts ausgestellt, die zum Bestand der Prager Nationalgalerie gehört. Bis 2009 beherbergte die Nationalgalerie dort ihre umfangreiche Sammlung asiatischer Kunst.
Das Kloster wurde Zeit seines Bestehens von 35 Äbten geführt.

### Zuckerfabriken

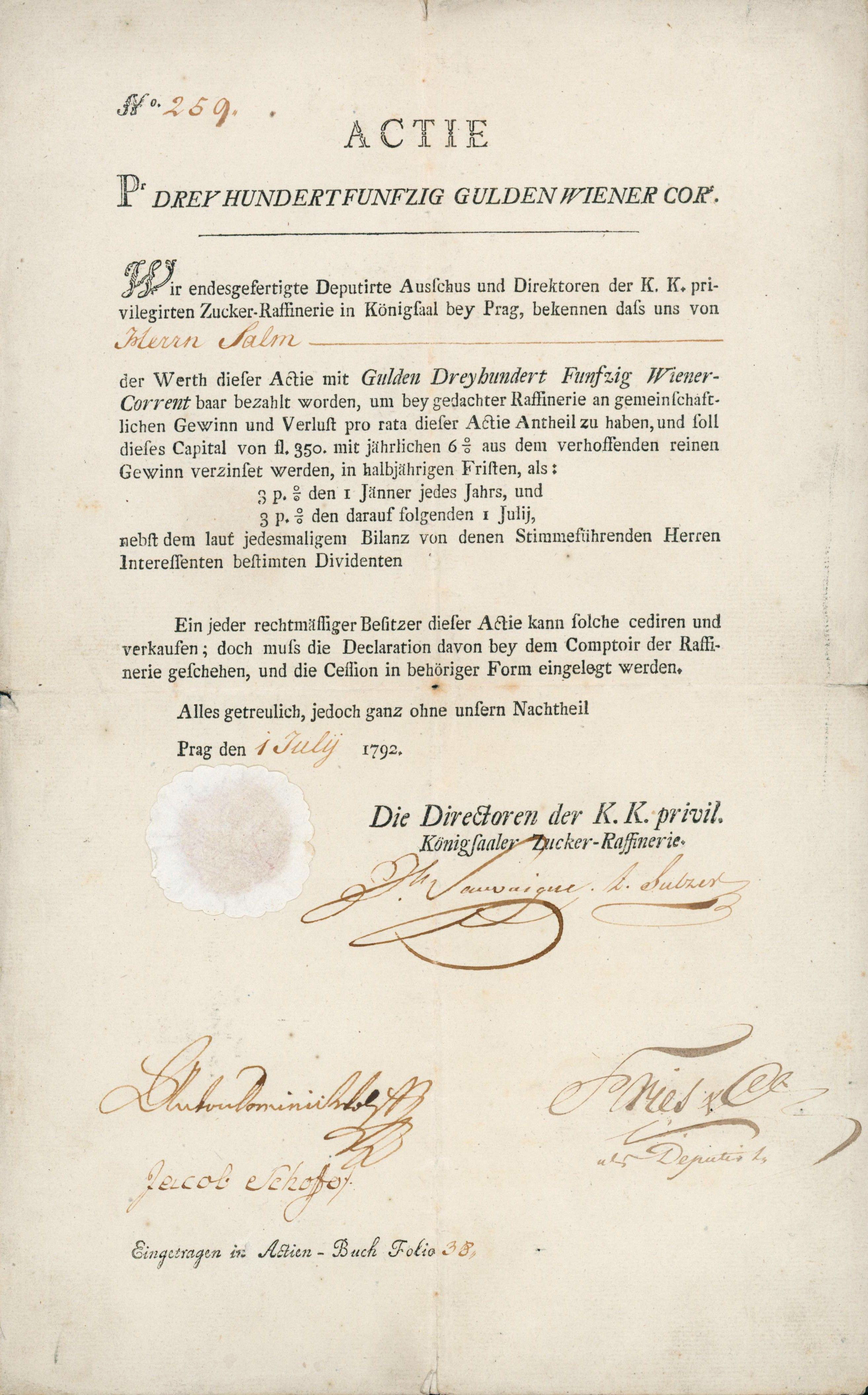
Aktie der K.k. priv. Zucker-Raffinerie in Königsaal bey Prag, ausgegeben am 1. Juli 1792 in Prag, eigenhändig unterschrieben von dem Zuckerfabrikanten Josef Edler von Sauvaigne

1786 konnte die Hofkanzlei Josef Edler von Sauvaigne, der bereits in Klosterneuburg eine Zuckerraffinerie gegründet hatte, für die Errichtung der ersten Zuckerraffinerie im Königreich Böhmen gewinnen; zuvor bestanden seit 1769 verschiedene Pläne zur Errichtung einer Zuckerraffinerie in Prag, die jedoch gescheitert waren. Mit Dekret vom 5. Mai 1787 erhielt Sauvaigne die Erlaubnis zur kostenlosen Nutzung der Klostergebäude mit Ausnahme der Prälatur sowie die Zusage einer eigentümlichen Übertragung der Gebäude nach Eintritt wirtschaftlicher Blüte des Unternehmens. Er ließ im Sommer in der Presse einen Aufruf zur Gründung einer Aktiengesellschaft k. k. privilegierte bömische Zuckerrafinerie zu Königsaal bey Prag mit einem Kapital von 150.000 Gulden auf 300 Aktien veröffentlichen. Am 17. Juni 1787 wurde das Konventsgebäude an die Aktiengesellschaft Fries & Co. unter Leitung des Direktors Sauvaigne vermietet. Nach den Umbauten wurde im September der erste Kessel feierlich in Betrieb genommen. Wenig später erlangte Sauvaigne durch Kaiser Joseph II. das Recht zur Bezeichnung als k.k. privilegierte Fabrik und der Verwendung des kaiserlichen Adlers. Hinzu kam noch u. a. das Recht zur Nutzung der öffentlichen Lagerhäuser in den drei Prager Städten (Altstadt, Neustadt, Kleinseite), Lemberg, Wien, Brünn und Linz. Bald produzierte die Fabrik in acht Kesseln und beschäftigte 75 Arbeiter. Nach dem Tode Josephs II. beendeten ein langwieriger Streit mit den Großhändlern um die Monopolstellung der Raffinerie sowie die neue konzeptionslose Zollpolitik die kurze Blüte des Unternehmens.
1796 übernahm mit der k.k. Privilegierten Zuckersiederei in Königsaal den Betrieb mit vier Kesseln. Im Zuge der Auflösung der alten Aktiengesellschaft traten die meisten Aktionäre dem neuen Unternehmen bei, wobei dieses die Produktionsanlagen kaufte und die bis 1810 erteilte Konzession erwarb. In Folge der Napoleonischen Kriege war der k.k. Privilegierten Zuckersiederei in Königsaal kein gewinnbringender Betrieb beschieden. In dieser Zeit erfolgte auch erfolglose Versuche zur Zuckergewinnung nach dem Achardschen Verfahren aus Hořowitzer Rübensirup. 1803 stellte das Unternehmen seine Produktion ein, danach erfolgte die Versteigerung des Inventars. Damit gab es in Böhmen keine Zuckerfabrik mehr und der Zucker musste wie vor 1787 importiert werden.
1812 lehnte die Hofkammer zunächst ein Gesuch von vier Interessenten wegen des Betriebs einer Zuckerfabrik in Königsaal unter staatlicher Verwaltung ab. Im selben Jahre erhielt Anton Richter die Konzession; er kaufte am 20. August 1812 die Gebäude und erhielt das ausschließliche Landesprivileg für die Verarbeitung heimischer und kolonialer Rohstoffe. Richter war zunächst nicht erfolgreich, 1815 musste er die Produktion einstellen und ging ins Ausland. Mit den dort gewonnenen Erkenntnissen kehrte Richter 1818 nach Königsaal zurück und nahm die Produktion wieder auf, wobei er neben Zucker auch andere chemische Stoffe herstellte. 1819 beteiligte sich der Prager Kaufmann Heinrich Herz als Compagnon an dem Unternehmen. Im Jahre 1823 machte sich Herz selbständig, neuer Compagnon Richters wurde Franz Ferdinand Kolb. Mit einer Jahresproduktion von über 12.000 Zentnern Raffinade gehörte die Königsaaler Raffinerie inzwischen neben den Raffinerien in Fiume und Triest zu den größten der k.k. Monarchie. 1824 wurden die Raffinerie und die Chemische Fabrik, in der u. a. Schwefelsäure, Salzsäure, Salnit (gereinigter Salpeter, insbesondere Kaliumnitrat), Alaun, Soda und Kreosot hergestellt wurden, zu getrennten Unternehmen. Im Jahre 1832 gründete Richter in Königsaal eine Runkelrüben-Zuckerfabrik, im selben Jahr entstanden auch in Dačice und Bezděkov zwei weitere Fabriken, die ebenfalls Rübenzucker produzierten. Die Richterschen Zuckerfabriken in Königsaal gehörten zu den technisch vollkommensten Zuckerfabriken der k.k. Monarchie und zu den Pionieren der Rübenzuckerindustrie. Die Königsaaler Zuckerfabriken deckten einen Großteil der Zuckerproduktion der böhmischen Länder und leiteten maßgeblich den Wandel von der Rohr- zur Rübenzuckerherstellung in der k.k. Monarchie ein. 1831 errichtete Richter in Klein-Kuchel eine weitere Zuckerfabrik, bei der sich jedoch neben technischen Problemen bei der Wasserversorgung auch gravierende Versorgungsprobleme mit Rohstoffen zeigten. Daraufhin wurde die Klein-Kucheler Zuckerfabrik in die leerstehende Königsaaler Brauerei verlagert und das Areal der Klein-Kucheler Fabrik an die Waffenfabrik Evans & Lee verpachtet.
Im Jahre 1845 produzierten in den ehemaligen Klostergebäuden drei Zuckerfabriken; die k.k. landesprivilegierte Zuckerraffinerie zu Königsaal von Anton Richter, die Runkelrüben-Zuckerfabrik zu Königsaal von Anton Richter und die herrschaftliche Runkelrüben-Zuckerfabrik.
Der gesellschaftliche Umbruch in der Mitte des 19. Jahrhunderts sowie die beginnende industrielle Zuckerherstellung führten schließlich zur Einstellung der Zuckerfabrikation in Königsaal. Nach der Abschaffung der Erbuntertänigkeit konnten die Bauern ihre Erzeugnisse frei verkaufen. Es entstanden zahlreiche neue bäuerliche Zuckerfabriken in Form von Genossenschaften oder Aktiengesellschaften, in der näheren Umgebung waren dies die Zuckerfabriken Modřany (1861), Uhříněves (1868) und Radotín (1872). Die Nutzung der alten Kloster- und Brauereigebäude als Betriebsstätte wurde dabei zunehmend zum Standortnachteil, der in den 1860er Jahren eine notwendige Neugestaltung der Produktionsanlagen verhinderte. Nach der Betriebseinstellung kaufte Karl Friedrich zu Oettingen-Oettingen und Oettingen-Wallerstein im Jahre 1875 die ehemalige Zuckerfabrik und ließ die Fabrikgebäude, die Esse sowie das gotische Kirchlein St. Johannes des Täufers, das als Zuckerlager und Heuboden gedient hatte, abbrechen.

### Herrschaft Königsaal
Im Jahre 1304 übereignete König Wenzel II. dem Stift die Städte Wilhelmswerth, Böhmisch Trübau und Landskron, die Dörfer Großkuchel, Kleinkuchel, Komořan, Radotin, Cernečitz, Lipan, Lipenetz, Neudorf, Slap, Přestawlk, Stradoun, Dzbanow, Banims, Gablon, Zasow, Cigenfuß, Stradow und Spanow sowie Einkünfte von jährlich 400 Mark Silber. Im Laufe des 14. Jahrhunderts kolonisierten die Zisterzienser die dem Kloster gehörigen Waldgebiete. 1358 trat das Stift die im ostböhmischen Chrudimer Kreis gelegene Herrschaft Landsberg mit den Städten Landskron, Wildenschwert, Gabel und Böhmisch Trübau an das Bistum Leitomischl ab und erhielt dafür von diesem die Güter Zwol und Rauschow einschließlich einer jährlichen Rente von 100 Schock Denar.
Nachdem das Kloster im Jahre 1420 während der Hussitenkriege zerstört worden war, wurden seine Güter durch König Sigismund an verschiedene weltliche Herren verteilt. Mitte des 16. Jahrhunderts erhielten bzw. kauften die Königsaaler Zisterzienser große Teile ihres alten Besitzes zurück. Dazu gehörte auch das Gut Slap, das wieder mit Königsaal verbunden wurde, jedoch weiterhin ein landtäfliges Gut blieb. Nach der Schlacht am Weißen Berg erwarb das Kloster das 1622 aus dem Besitz von Albrecht Brükner konfiszierte Gut Mokropetz. Im Jahre 1630 kaufte der Abt Georg Urat das Gut Třebotov mit den Meierhöfen Třebotov, Kuchařík und Roblín sowie dem wüsten Dorf Solopisk für 8000 Schock Meißnische Groschen von Katharina von Fliessenbach. 1680 kaufte das Kloster von Servaz Ignaz Engel von Engelfluß das Gut Korkyně auf und vereinigte es mit Slapy.
Nach der Aufhebung des Klosters fielen dessen Güter 1785 zunächst der Hofkammer zu. Ab 1801 wurde die Herrschaft Königsaal von der k.k. böhmischen Staatsgüteradministration für den Religionsfonds verwaltet. In Folge von Misswirtschaft erbrachte die Herrschaft dem Religionsfonds Verluste, so dass sie öffentlich feilgeboten wurde. Am 3. Jänner 1825 ersteigerte Karl Korb Ritter von Weidenheim (Karel Bedřich Srb) das Gut Slap und vereinigte es mit dem Gut Davle zur Herrschaft Slapy. Im April 1827 ersteigerte Friedrich Kraft Heinrich zu Oettingen-Oettingen und Oettingen-Wallerstein die Herrschaft Königsaal und trat sie an seine Frau Sophia Maria, geborene Landgräfin von Fürstenberg († 1829) ab. 1832 fiel die Herrschaft dem Witwer zu; nach dessen Tode erbten 1845 seine zweite Frau Maria Anna, geborene Gräfin von Trauttmansdorff-Weinsberg, sowie seine Kinder aus beiden Ehen den Besitz gemeinschaftlich.
Im Jahre 1845 umfasste die im Berauner Kreis gelegene Herrschaft Königsaal eine Nutzfläche von 16.003 Joch 1374 Quadratklafter, von denen 6849 Joch 1100 Quadratklafter Wälder waren. Auf dem Herrschaftsgebiet lebten 9171 tschechischsprachige Menschen, darunter zehn jüdische Familien. Haupterwerbsquellen bildeten die Land- und Forstwirtschaft, die Korbflechterei, die Steinbrecherei, die Fabrikarbeit und die Tagelöhnerei. In Lahowitz, Roblin, Komořan und Lippan bewirtschaftete die Herrschaft vier Meierhöfe, letztere beide mit Schäfereien; eine weitere Schäferei befand sich in Lahowska. Die Höfe Třebotau, Mokropetz, Klinetz, Točna und Kuchařik waren emphytheutisiert. Die herrschaftlichen Wälder wurden in den Königsaaler, Lischnitzer, Robliner, Lahowsker und Komořaner Forstrevieren bewirtschaftet, später wurde mit dem Jilowischter Revier noch ein sechstes Forstrevier gebildet. Außerdem betrieb die Herrschaft die Badeanstalt Kuchelbad. Im Kosořer Tal bei Radotin wurde schwarzer Marmor, zwischen Groß-Kuchel und Lochkow weißer Kalkstein sowie im Wald Meerstein Schwarzkalk gebrochen. Bei Lochkow und Radotin betrieb die Herrschaft Kalköfen, bei Radotin auch eine Ziegelbrennerei. Die größten Gewerbebetriebe waren die herrschaftliche Runkelrüben-Zuckerfabrik Königsaal, die herrschaftliche Kunstziegelei Lahowitz, die herrschaftliche Lohschneide, die k.k. landesbefugte Papierfabrik zu Wran von Gottlieb Haase Söhne, die k.k. landesprivilegierte Zuckerraffinerie zu Königsaal von Anton Richter, die Runkelrüben-Zuckerfabrik zu Königsaal von Anton Richter, die Seifenfabrik zu Königsaal von Anton Richter, die Knochenverkohlungshütte von Anton Richter sowie die Salpetersiederei zu Lippan. In Königsaal wurden vier Jahrmärkte abgehalten, in Řewnitz drei. Die Herrschaft umfasste die Märkte Königsaal und Řewnitz, die Dörfer Banie (Báně), Groß-Kuchel (Velká Chuchle), Klein-Kuchel (Malá Chuchle) mit dem Kuchelbad (Lázně Malá Chuchle). Lahowitz (Lahovice), Lippan (Lipany), Lippenetz (Lipence), Zabiehlitz (Záběhlice), Zawbřesk (Žabovřesky), Lischnitz, Gilowischt, Klinetz, Modřan (Modřany), Točna (Točná), Ober-Mokropetz (Horní Mokropsy), Unter-Mokropetz (Dolní Mokropsy), Třebotau, Černoschitz, Klein-Kuchař (Kuchařík), Radotin (Radotín), Roblin, Wran, Skochowitz (Skochovice) und Letti sowie 17 Häuser von Wonoklas und drei Häuser von Solopisk (Solopisky).